# 福岡ソフトバンクホークスの応援団
福岡ソフトバンクホークスの応援団（ふくおか-おうえんだん）とは、プロ野球福岡ソフトバンクホークスを応援する私設応援団の事である。

## 鷹道連合
鷹道連合（おうどうれんごう）は、福岡ソフトバンクホークスの私設応援団連合の一つである。通称「袴」。

### 概要
- かつては福岡を拠点にしていた西武ライオンズ九州私設応援団連合会だった。1988年にホークスが福岡に移転してきたことにより西武ライオンズ九州私設応援団連合会は総会を開き、加盟9団体の内7団体が従来どおりライオンズの応援を、2団体がホークスの応援をすることとなった。
- 代表者は西野嘉記総裁。
- 1998年に鷹羽連合として設立。
- 2004年に鷹道連合に名称に変更。
- 2000年に西野総長(当時)が福岡ダイエーホークス応援会連合会の副会長に就任し、福岡での応援団の覇権を握る。またこの年の日本シリーズで、袴が東京ドームで福岡でしか導入されていなかったチャンステーマを勝手に乱用した為、緑士(特に関東地区の団体)との対立が深まったとされる。
- かつては九州地方を中心に応援活動を行っており他の地域への遠征はほとんど無かったが(福岡ドーム以外の九州の球場（北九州市民球場など）で応援活動する際も「遠征」と称していた)、2011年と2025年に関東在住の会員が関東地方でも応援活動を行うようになった。
- 日本シリーズ第4戦以降だけ遠征してくる団員が殆どである。
- また、袴以外にも下駄や白い法被を身につけて応援活動をしている。(鷹の祭典やタカガールデーなどのイベント試合の時は、イベントユニフォームを率先して着用する)

### 加盟団体
- 天翔鷹
- よかろうもん
- 玄海鷹
- 輝翔鷹

### 元加盟団体
- 九州鷹一族
- 関門維新鷹
- 福岡鷹貴族(現よかろうもん)
- 北九州鷹組

## 全国緑士グループ
全国緑士グループ（ぜんこくりょくし-）は、福岡ソフトバンクホークスの私設応援団連合の一つである。通称「緑」。

### 概要
南海ホークスの時代から存在する私設応援団を中心とする応援団連合である。福岡移転後、平和台球場時代は焦げ茶色の法被を着用したが、ドーム開業後に緑に戻る。全国各地で応援活動をしており、まれに二軍戦や三軍戦(韓国遠征含む)、ジュニアトーナメント等でも活動を行っている。他球団の応援団との横のつながりもある。

### 関西鷹狂会
関西鷹狂会（かんさいたかきちかい）とは全国緑士グループの本部である。
- 1986年の創立時から今現在まで名称を変えずに現存している老舗応援団で、当時から外野席で応援している。
- 相手選手がエラーした時や投手が降板時、勝利時には、昭和の関西三球団の伝統応援である「電車野次」を現在でも行う(但し勝利時の「弱い〇〇にまた勝った」が「強い〇〇にまた勝った」と時代の流れを受ける場合がある)。
- 東は静岡、西は四国・中国地方までが担当エリアである(東海鷹狂会が現在活動していないため)。
- 関西鷹狂会の担当エリアでは九州や関東と異なった応援スタイルで応援が行われ、近年はスネアドラムや選手別に専用のコールを取り入れるなど異彩を放っている。
- 美術班が存在する。
- 稀に神主が現れてスタンドで鷹の祭壇を奉納している。
- 2024年7月のフレッシュオールスターまで活動、以降は活動停止中(充電中)。

旗
南海ホークス球団旗の鷹マークの右半分を左横に倒したマークをバックに「覇  関西鷹狂会」
横断幕
- 「関西鷹狂会」
- 「万夫不当　小久保裕紀」

- 「限界を超えもう一度  意気勝天 柴原洋」

- 「夜空に輝け 井手正太郎  関西鷹狂会」

- 「神速脚光　周東佑京　関西鷹狂会」

- 「勝利を我等に 藤本博史」

- 「勇ましく歩む気高き戦士 背後一閃 野村勇」

一発幕
- 「争覇期する時まで行けよ男達」

GREEN PRESS(グリーンプレス)
ホークスの関西地区応援団「関西鷹狂会」のいる外野をイニング毎にお届けする組織
- GREEN PRESS(グリーンプレス) (@Green_Press_) - X

### 九州鷹狂会
九州鷹狂会（きゅうしゅうたかきちかい）とは旧九州若鷹会と旧福岡鷹爪が合流し誕生した応援団。

#### 概要
- 代表者は吉原秀貴。自他共に認める「ニート応援団長」[1]で、過去に603試合連続応援をした経験を持つ。
- 2020年（令和2年）シーズン、コロナ禍で無観客で開幕すると、開幕戦当日NHKのニュースウォッチ9に出演し自粛期間中の活動などが紹介された。
- 2019年シーズンにおいてロッテ選手に対する不適切応援で謝罪したことがある[2]
- 2025年現在、活動停止中

#### 応援旗
- 「國士無双    冒険は終わらない    九州鷹狂会」
- 「FUKUOKA    (色の入っていないハリーホークと「狂」)    HAWKS    九州鷹狂会」

#### 横断幕
- 「冒険は終わらない　九州鷹狂会」
- 「FIGHT WITH THE PRIDE OF ASIA  打成一片 高田知季  九州鷹狂会」

### 東京真隼
東京真隼（とうきょうまっは）とは2005年から球団名が福岡ソフトバンクホークスに変更したことを契機に関東疾鷹会・関東結鷹会（女性応援団）が合流して誕生した応援団。
- 関東鷹狂会→関東疾鷹会・関東結鷹会→東京真隼
- 東日本全域を管轄としているが、2012年前半戦と2024年9月以降は関西・広島も管轄としている。
- スタメン発表時では打順ごとに3コールを行う。
- 試合前1-9と勝利の二次会1-9で必ず投手応援歌を演奏する。
- 二次会の締めは球団公式応援歌の「勝利の空」に続けて「いざゆけ若鷹軍団」を演奏する。
- 2025年4月1日以降、旗と法被の色が緑から球団カラーのレボリューションイエローに変更(文言はそのまま)。

旗
大きなHをバックに「世界最強    TOKYO-MACH」
横断幕
- 「Lefty Sniper AKIRA   TOKYO-MACH」
- 「技と力で勝負する鷹の仕事人 執念一撃 3 松中信彦」

- 「応援してます東日本」

- 「MAGIC MATER」
- 「突き進め□勝利の空へ」(□はQRコード)

### 弥勒
弥勒（みろく）とは関西地区を中心に活動している女性のみで構成される応援団。当初は九州地方を中心に活動していた。
2025年現在、活動停止中
- 応援旗は「凛    -すべて声から気持ちから-    弥勒」

### 元加盟団体 (2003年当時)
関東鷹狂会
初期の法被は焦げ茶色で「球界大波乱関東鷹狂会　鷹座奪回大栄ホークス」    
- 旗
  - 緑地で「乾坤一擲鷹狂魂 鷹突豨勇 関東鷹狂会」
  - 白地で「回天 関東鷹狂会」
  - 白地で「福岡ダイエーホークス私設応援団　連戦連捷　関東鷹狂会」

関東鷹匠会
- 旗
  - ダイエー、ソフトバンクそれぞれ白地の球団旗に縦書きで「関東鷹匠会」
- 横断幕
  - 「技と力で勝負する鷹の仕事人  執念一撃 26 松中信彦  関東鷹匠会」

関東疾鷹会(札幌支部)
関東鷹狂会が懇親会絡みの一件で名称変更し関東疾鷹会へ。1998年から2004年まで活動していた。福岡ソフトバンクホークスとなってからは東京真隼として活動する。 
- 旗
  - 緑地で「がんばれ  関東疾鷹会」

関東結鷹会
関東範鷹会
関西禿鷹会
- 横断幕
  - 　「羽撃たけ大空へ！！常勝ホークス　関東範鷹会 関西禿鷹会」

- 応援旗
  - 「危機一髪大逆転　関西禿鷹会」

関西韋駄天会
現在は関西鷹狂会に吸収される
- 旗
  - 緑地で 「〜鷹道に咲き乱れ舞う緑士かな〜 状態突入 関西韋駄天会」
- 横断幕
  - 「勝闘覇斉 柴原洋  関西韋駄天会」

東海鷹狂会
現在は関西鷹狂会に吸収される
九州若鷹会
- 白地で真ん中にダイエーのペットマーク「國志無双 魅せろ快足 九州若鷹会」

## 関西応援会
関西応援会（かんさいおうえんかい）は、福岡ソフトバンクホークスの私設応援団連合の一つであり、南海ホークス時代から応援活動を行っている。

### 概要
- 当応援団のホームページによれば1957年（昭和32年）に「南海ホークス大阪応援会」として発足。
- ホークス応援団で最も古くから応援している団体である。
- 通称「白」。
- かつては内野席で応援活動をしており、大阪ドームでも内野席での活動が禁じられるまで三塁側ポール際の内野席で応援活動をしていた。

### 傘下団体
- 神戸鷹遊会
- 滋賀支部
- 四国支部

## 同志会
同志会（どうしかい）は、福岡ソフトバンクホークスの私設応援団連合の一つである。

### 概要
- 九州を中心に応援活動を行っている応援団連合である。

### 加盟応援団
- 親子鷹
- 九州鷹和会
- 福岡鷹軍会
- よかとこ会（早良良所会）
- 九州鷹風
- 九州翔舞鷹
- あぶさん会

### 元加盟応援団
- 鷹武者
- 博多鷹華会

## 大阪応援団
大阪応援団（おおさかおうえんだん）は、福岡ソフトバンクホークスの私設応援団の一つである。通称「黒」。